# Comuna Berliște, Caraș-Severin
Berliște (în maghiară: Berlistye, în germană: Berlischte) este o comună în județul Caraș-Severin, Banat, România, formată din satele Berliște (reședința), Iam, Milcoveni, Rusova Nouă și Rusova Veche.

## Demografie
Componența etnică a comunei Berliște
     Români (82,15%)
     Romi (7,38%)
     Alte etnii (0,5%)
     Necunoscută (9,97%)
Componența confesională a comunei Berliște
     Ortodocși (82,85%)
     Penticostali (3,19%)
     Baptiști (2,39%)
     Alte religii (1,5%)
     Necunoscută (10,07%)
Conform recensământului efectuat în 2021, populația comunei Berliște se ridică la 1.003 locuitori, în scădere față de recensământul anterior din 2011, când fuseseră înregistrați 1.164 de locuitori. Majoritatea locuitorilor sunt români (82,15%), cu o minoritate de romi (7,38%), iar pentru 9,97% nu se cunoaște apartenența etnică. Din punct de vedere confesional, majoritatea locuitorilor sunt ortodocși (82,85%), cu minorități de penticostali (3,19%) și baptiști (2,39%), iar pentru 10,07% nu se cunoaște apartenența confesională.

## Politică și administrație
Comuna Berliște este administrată de un primar și un consiliu local compus din 9 consilieri. Primarul, Nicolae-Vasile Orăvicean[*], de la Partidul Social Democrat, este în funcție din 2016. Începând cu alegerile locale din 2024, consiliul local are următoarea componență pe partide politice:
|  | Partid                          | Consilieri | Componența Consiliului | Componența Consiliului | Componența Consiliului | Componența Consiliului | Componența Consiliului |
|  | ------------------------------- | ---------- | ---------------------- | ---------------------- | ---------------------- | ---------------------- | ---------------------- |
|  | Partidul Social Democrat        | 5          |                        |                        |                        |                        |                        |
|  | Partidul Național Liberal       | 2          |                        |                        |                        |                        |                        |
|  | Alianța pentru Unirea Românilor | 1          |                        |                        |                        |                        |                        |
|  | Partidul Mișcarea Populară      | 1          |                        |                        |                        |                        |                        |

## Atracții turistice
- Cheile Nerei
- Clisura Dunării